# Somerton Park
Somerton Park est un quartier d'Adélaïde en Australie.
Le Sacred Heart College (en), la Somerton Park Beach et le North Brighton Cemetery (en) y sont situés.
L'affaire Taman Shud y a débuté.